# Eisschnelllaufhalle Berlin-Hohenschönhausen
Die Eisschnelllaufhalle Berlin-Hohenschönhausen ist Teil des Sportforums Hohenschönhausen im Berliner Ortsteil Alt-Hohenschönhausen in der Konrad-Wolf-Straße 39.

## Geschichte
Die frühere Wettkampf-Freibahn wurde als erste 400-Meter-Eisschnelllaufbahn in Europa überdacht und am 17. November 1986 eröffnet (genau ein Jahr vor der Thialf-Halle im niederländischen Heerenveen).
Heute bietet die Halle eine 400-m-Standardbahn, eine 262-m-Kleinbahn und ein Eishockeyfeld (30 m × 60 m). In den Wintermonaten ist die Eishockeyfläche für die Öffentlichkeit geöffnet.
An sie angrenzend steht eine separate Halle, der Wellblechpalast – nach dem äußeren Baumaterial benannt. Sie ist dem Eishockey vorbehalten, wo die Eisbären Berlin bis 2008 ihre Heimspiele austrugen, bevor sie in die O2 World Berlin (2015–2024: Mercedes-Benz-Arena; seit April 2024 Uber Arena) wechselten.

## Internationale Wettkämpfe und Rekorde

### Internationale Wettkämpfe
| Einzelstreckenweltmeisterschaften | 2003 |
| Sprintweltmeisterschaft           | 1998 |
| Mehrkampfweltmeisterschaft        | 1993, 2008, 2016 |
| Weltcup                           | 1986/87, 1987/88, 1988/89, 1989/90, 1990/91, 1991/92, 1992/93, 1993/94, 1994/95, 1995/96, 1996/97, 1997/98, 1998/99, 1999/2000, 2000/01, 2001/02, 2004/05, 2006/07, 2008/09, 2010/11, 2011/12, 2013/14 |

### Bahnrekorde
Die Bahn im Sportforum Hohenschönhausen zählt zu den schnellsten Eisschnelllaufbahnen der Welt. Die folgende Übersicht enthält eine Auswahl der aktuellen Bahnrekorde.
Frauen
| Strecke                 | Athlet                                                | Zeit      | Datum         | Wettkampf                                                   |
| ----------------------- | ----------------------------------------------------- | --------- | ------------- | ----------------------------------------------------------- |
| 0 100 m                 | Jenny Wolf                                            | 000 10,58 | 28. Okt. 2005 | Deutsche Meisterschaften 2006                               |
| 0 500 m                 | Sang-hwa Lee                                          | 000 37,36 | 6. Dez. 2013  | Weltcup 2013/14                                             |
| 01000 m                 | Heather Richardson                                    | 001:14,51 | 8. Dez. 2013  | Weltcup 2013/14                                             |
| 01500 m                 | Ireen Wüst                                            | 001:54,83 | 6. März 2016  | Mehrkampf-WM 2016                                           |
| 03000 m                 | Martina Sáblíková                                     | 003:58,11 | 6. März 2016  | Mehrkampf-WM 2016                                           |
| 05000 m                 | Martina Sáblíková                                     | 006:52,57 | 6. März 2016  | Mehrkampf-WM 2016                                           |
| 10.000 m                | Grit Mertens                                          | 017:21,72 | 8. März 2008  | Mannschaftspokal des BTSC 2008                              |
| Team Pursuit (6 Runden) | NiederlandeIreen Wüst Jorien ter Mors Marrit Leenstra | 002:58,19 | 8. Dez. 2013  | Weltcup 2013/14                                             |
| Mehrkampf               | Athlet                                                | Punkte    | Datum         | Wettkampf                                                   |
| 2 × 500 m               | Jenny Wolf                                            | 0075,690  | 9. Nov. 2012  | Deutsche Meisterschaften 2013, an zwei Tagen hintereinander |
| Sprint-MK               | Anni Friesinger                                       | 0154,530  | 21. Feb. 2009 | Deutsche Meisterschaften 2013                               |
| Mini-MK                 | Judith Hesse                                          | 0166,954  | 8. Feb. 2002  | Deutsche Meisterschaften 2002, an zwei Tagen hintereinander |
| Kleiner MK              | Anni Friesinger                                       | 0162,147  | 29. Dez. 2006 | Deutsche Meisterschaften 2006, an zwei Tagen hintereinander |

Nicht oder nicht mehr im internationalen Wettkampf ausgetragen.
- Stand: 6. März 2016.[5]
- Summe der auf 500 m heruntergebrochenen Einzelstrecken (500, 1000, 1500, 3000, 5000 Meter): 194,959 Pkt.

Männer
| Strecke                 | Athlet                                                       | Zeit      | Datum                      | Wettkampf                     |
| ----------------------- | ------------------------------------------------------------ | --------- | -------------------------- | ----------------------------- |
| 0 100 m                 | Denny Ihle                                                   | 0000 9,78 | 6. Feb. 2010               | Überprüfungswettkampf 2010    |
| 0 500 m                 | Joji Kato                                                    | 000 34,70 | 8. Nov. 2008               | Weltcup 2008/09               |
| 01000 m                 | Shani Davis                                                  | 001:08,53 | 6. Nov. 2009               | Weltcup 2009/10               |
| 01500 m                 | Shani Davis                                                  | 001:44,47 | 9. Nov. 2009               | Weltcup 2009/10               |
| 03000 m                 | Jan Szymański                                                | 003:44,59 | 8. Nov. 2014               | 1. Berlin-Pokal               |
| 05000 m                 | Sven Kramer                                                  | 006:09,76 | 17. Nov. 2006              | Weltcup 2006/07               |
| 10.000 m                | Sven Kramer                                                  | 013:07,19 | 6. März 2016               | Mehrkampf-WM 2016             |
| Team Pursuit (8 Runden) | Vereinigte StaatenJonathan Kuck Shani Davis Trevor Marsicano | 003:43,10 | 21. Nov. 2010              | Weltcup 2010/11               |
| Mehrkampf               | Athlet                                                       | Punkte    | Datum                      | Wettkampf                     |
| 2 × 500 m               | Jeremy Wotherspoon                                           | 0069,970  | 13. März 2003 bis 14. März | Einzelstrecken-WM 2003        |
| Sprint-MK               | Nico Ihle                                                    | 0140,495  | 16. Jan. 2016 bis 17. Jan. | Deutsche Meisterschaften 2016 |
| Mini-MK                 | Wesly Dijs                                                   | 0151,802  | 3. Dez. 2011 bis 4. Dez.   | Junior Country Match 2012     |
| Kleiner MK              | Patrick Beckert                                              | 0157,041  | 1. Feb. 2008 bis 2. Feb.   | Deutsche Meisterschaften 2008 |
| Großer MK               | Sven Kramer                                                  | 0148,494  | 9. Feb. 2008 bis 10. Feb.  | Mehrkampf-WM 2008             |

Nicht oder nicht mehr im internationalen Wettkampf ausgetragen.
- Stand: 6. März 2016[5]
- Summe der auf 500 m heruntergebrochenen Einzelstrecken (500, 1000, 1500, 5000, 10.000 m): 180,217 Pkt.

### Weltrekorde
| Nr. | Disziplin         | Zeit / Punkte | Athlet                                                   | Datum         |
| --- | ----------------- | ------------- | -------------------------------------------------------- | ------------- |
| 3   | Teamlauf (Männer) | 3:46,44       | NiederlandeCarl Verheijen, Erben Wennemars, Mark Tuitert | 21. Nov. 2004 |
| 2   | Teamlauf (Frauen) | 3:03,07       | KanadaCindy Klassen, Clara Hughes, Kristina Groves       | 20. Nov. 2004 |
| 1   | 1500 Meter        | 1:49,81       | Ids Postma                                               | 29. Nov. 1997 |